# Bezpečnost proti vykolejení

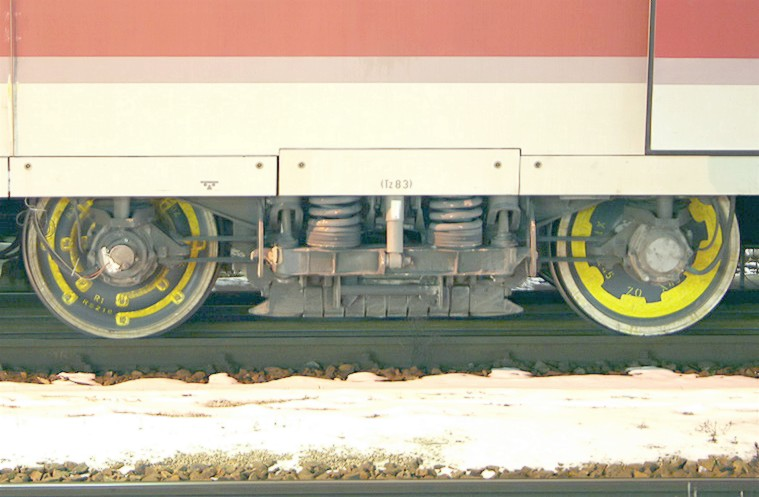
Měrná dvojkolí polepená tenzometry

Bezpečnost proti vykolejení patří k nejzákladnějším požadavkům na všechna kolejová vozidla. Každé vozidlo, které se má pohybovat po kolejích, musí být zkonstruované tak, aby ani za nejhorších provozně přípustných stavů koleje a vozidla nenastala situace, která by vedla k vykolejení vozidla nebo se k vykolejení nebezpečně přiblížila.
Bezpečnost proti vykolejení v užším slova smyslu je měřitelný parametr každého kolejového vozidla. Stanoví se jako poměr vodící síly Y a zatížení příslušného kola Q. Prověření bezpečnosti proti vykolejení je součástí typových zkoušek každého vozidla. Vodící síly se měří pomocí měrných dvojkolí s tenzometry.

## Vztah vodící síly, zatížení, úhlu okolku a koeficientu tření
Za normálních okolností, v případě bezpečného průjezdu obloukem, nastává u vodícího kola jedna ze dvou situací znázorněných na následujících obrázcích.
Na levém obrázku je zakreslen dvoubodový styk kola s kolejnicí. Tento případ se týká starších, kuželových profilů jízdní plochy, anebo nastává u moderních, tzv. opotřebených profilů, pokud jsou použity na koleji s odlišným sklonem kolejnic, než pro který byly vytvořeny (známý problém profilu UIC-ORE na kolejnicích ve sklonu 1:20 u ČSD). Tato poloha kola na kolejnici je staticky neurčitá, vodorovné i svislé silové působení kola na kolejnici se rozkládá do dvou bodů, ve skutečnosti dvou styčných plošek.
Vodící síla Y (na obrázcích zakreslená ve smyslu působení kola na kolejnici, tedy opačně, než je obvyklé) se skládá ze dvou opačně orientovaných složek Y1 a Y2, stejně tak svislá kolová síla Q = Q1 + Q2.
Tečná síla T vzniká jako třecí síla v místě dotyku okolku s hlavou kolejnice. Tření je způsobeno tím, že bod styku okolku s hlavou kolejnice se nenachází v místě, kde půdorysný průmět osy dvojkolí protíná hlavu kolejnice, ale je o něco posunut vpřed ve směru jízdy – předbíhá, zatímco okamžitý pól pohybu se nachází v místě odvalování kola na temeni kolejnice. Velikost síly T je dána součinem velikosti síly N a koeficientu tření f a její směr je dán jejím působením proti pohybu.
Na pravém obrázku je zakreslen jednobodový styk kola s kolejnicí, který nastává v případě vhodného použití opotřebeného profilu kola. Tento styk je žádoucí z hlediska dostatečné ekvivalentní konicity pro průjezd obloukem bez podélných skluzů. Bod styku kola s kolejnicí se nachází někde v oblasti přechodu jízdní plochy kola do okolku. Poloha tohoto bodu je určena rovnováhou sil v místě styku. Vodící síla Y a kolová síla Q jsou v rovnováze s normálovou silou N a tečnou silou T.

Následující obrázek ukazuje kolo v momentě vykolejení. Bod styku kola s kolejnicí se přesunul vlivem růstu poměru Y/Q až do přímkové části profilu okolku, resp. u dvoubodového styku došlo vlivem nárůstu příčné síly ke změně dvoubodového styku na jednobodový. Pokud nedojde k okamžitému snížení poměru Y/Q, vyšplhá okolek na hlavu kolejnice.
Jestliže koeficient tření = f a úhel okolku {\displaystyle \gamma }, pak pro kolo na mezi vykolejení platí následující rovnováha sil:
{\displaystyle \mathbf {N} +\mathbf {T} +\mathbf {Q} +\mathbf {Y} =0}   (1)
a
{\displaystyle |\mathbf {T} |=|\mathbf {N} |.f}   (2)
Svislá síla {\displaystyle Q=T.\sin \gamma +N.\cos \gamma }   (3)
Vodorovná síla {\displaystyle Y=N.\sin \gamma -T.\cos \gamma }   (4)
Z toho plyne poměr {\displaystyle {\frac {Y}{Q}}={\frac {N.\sin \gamma -T.\cos \gamma }{T.\sin \gamma +N.\cos \gamma }}}   (5)
Po úpravě a dosazení T = N.f   (6)
{\displaystyle ({\frac {Y}{Q}})_{krit}={\frac {\tan \gamma -f}{1+f.\tan \gamma }}}    (7)
Pro obvyklé hodnoty {\displaystyle \gamma } = 70° a f= 0,25 vychází tento poměr 1,48

## Bezpečnost proti vykolejení v TSI
TSI[ujasnit] Nákladní vozy  (na které se odvolávají i TSI pro ostatní vozidla[ujasnit]) předepisují následující hodnoty:
- {\displaystyle {(Y/Q)}_{lim}} = 0,8 pro oblouky o velkém poloměru R ≥ 250 m
- {\displaystyle {(Y/Q)}_{lim}}= 1,2 pro oblouky o malém poloměru R < 250 m

Tyto hodnoty nesmějí být překročeny při průjezdu obloukem o poloměru 150 m při mezním zborcení koleje:
při rozvoru kol 2a*≥1,3 m:
- {\displaystyle g_{lim}} = 7 ‰ při 2a+ < 4 m
- {\displaystyle g_{lim}} = 20/2a+ + 2 při 2a+ > 4 m
- {\displaystyle g_{lim}} = 20/2a* + 2 při 2a* < 20 m
- {\displaystyle g_{lim}} = 3 ‰ při 2a* > 20 m

Rozvor 2a* je rozvor dvojkolí pro dvounápravové vozy nebo vzdálenost otočných bodů podvozkových
vozů. Rozvor 2a+ je vzdálenost mezi nápravami u podvozku.
Poznámka: Zborcení koleje je hodnota, která se určí následujícím způsobem: Na dvou místech koleje určíme tečnu k temenům obou kolejnic, kolmou k ose koleje. Tím získáme čtyři body. Tři z těchto bodů určí vztažnou rovinu a podíl vzdálenosti čtvrtého bodu od této vztažné roviny k délce základny, na které se měří, se nazývá zborcení koleje. Zborcení koleje dané geometrií koleje se vyskytuje ve vzestupnici převýšeného oblouku. Dále vzniká zborcení chybami při pokládce koleje a vlivem provozních vlivů. Mezní zborcení koleje je v provozu nepřekročitelná hodnota zborcení.

## Vztah řídící síly P, vodící síly Y a rámové síly H
Následující obrázek představuje kolejové vozidlo v nepřevýšeném oblouku:
Při průjezdu obloukem dochází ke vzniku řídící síly P – viz Heumannova metoda. Tato síla při uvažovaném dvoubodovém styku kola s kolejnicí působí na okolek nabíhajícího kola.
Vodící síla Y je síla, kterou působí kolo na kolejnici. Vodící síla je rozdíl řídící síly a příčné složky (kolmé na směr pohybu) třecí síly Q.f. Z Heumannovy teorie vyplývá, že střed otáčení u dvounápravového podvozku se obvykle nachází přibližně v místě zadní nápravy. Pro dvounápravový podvozek přibližně platí, že
{\displaystyle Y=P-Q.f.\cos \operatorname {arctg} ({\frac {s}{d}})}   (8)
nebo jinak
{\displaystyle Y=P-Q.f.{\frac {d}{\sqrt {s^{2}+d^{2}}}}}   (9)
kde s je poloviční vzdálenost styčných kružnic a d rozvor podvozku a Q kolový tlak, který je součtem základní (klidové) hodnoty kolového tlaku, přitížení Qa vlivem klopného momentu rámové síly H a Qb vlivem klopného momentu sil působících na skříň vozidla H´ – podíl odstředivé síly, síly větru atd. připadající na jedno dvojkolí. Rozdíl kolových tlaků způsobený posunutím těžiště z osy koleje se pro relativně malou velikost zpravidla neuvažuje. Nelze stručně říci, že rámová síla H vzroste o velikost H´, protože vlivem změny síly H´ dojde k ovlivnění postavení podvozku a tím i změně řídící síly P. 
{\displaystyle Q_{a}=H.{\frac {r}{2s}}}   (10)
{\displaystyle Q_{b}=\operatorname {H} ^{\prime }.{\frac {h}{2s}}}   (11)
Rámová síla H je síla, kterou působí rám vozidla (podvozku) na dvojkolí. Jelikož rozdíly kolových tlaků na kolech téhož dvojkolí jsou shodné, opačně orientované, je možno napsat:
{\displaystyle H=P-2.Q_{0}.f.\cos \operatorname {arctg} ({\frac {s}{d}})}   (12)

## Okolnosti mající vliv na bezpečnost proti vykolejení

### Vliv konstrukce vozidla
Konstrukce pojezdu kolejového vozidla musí být navržena s ohledem na bezpečnost proti vykolejení. U rámových vozidel (parních lokomotiv) se konstruktéři vždy snažili o rozdělení řídící síly mezi více kol, aby se snížilo namáhání koleje i pojezdu a tím i opotřebení. To vedlo zároveň ke zvýšení bezpečnosti proti vykolejení.
Dalším faktorem v konstrukci vozidla je tuhost vypružení. Měkčí vypružení snižuje odlehčení vedoucího kola na vzestupnici na výjezdu z oblouku. Stejně pozitivní vliv má na bezpečnost proti vykolejení provahadlování náprav a staticky určité ("tříbodové") uložení skříně na pojezdu. Naopak negativní vliv má příliš velká torzní tuhost skříní moderních osobních vozů, a to zejména v případě, že je použito pneumatické sekundární vypružení a vozidlo se pohybuje s vypuštěnými pružinami, pouze na nouzovém vypružení. Známý je také negativní vliv velké torzní tuhosti skříně u nákladních kotlových vozů.
Moment odporu podvozku proti natáčení vůči skříni vozidla se projevuje negativně při jízdě přechodnicí mezi přímým úsekem a obloukem či při průjezdu výhybkou. Vykazuje (kromě nevyhnutelné setrvačné složky) v různých mírách složku třecí a složku pružnou. Postup experimentálního stanovení průběhu momentu odporu v závislosti na úhlu natočení na hotovém vozidle a jeho vlivu na bezpečnost proti vykolejení je upraven technickou normou. V závislosti na konstrukci uložení skříně na podvozku pak pružná složka odporu přetrvává ve větší či menší míře i v oblouku o konstantním poloměru a vyvozuje trvalý vratný moment. U typických konstrukcí nákladních podvozků (torna a postranní kluznice, např. Y25) je dominantní třecí složka odporu a pružná je nevýznamná. Je-li skříň uložena na závěskách (např. starší lokomotivy ČKD) nebo příčně deformovatelných pružinách (flexi-coil), vyvozuje se tím trvalý vratný moment.
Významný vliv na velikost řídící síly má také postavení dvojkolí v oblouku – viz Podvozek (železnice). Ideální je radiální poloha, čím více se skutečné postavení dvojkolí blíží této poloze, tím nižší jsou skluzy a tím i velikost řídící síly.

### Zborcení koleje
S rostoucím zborcením koleje klesá bezpečnost proti vykolejení.

### Rychlost v oblouku
Má pozitivní vliv na bezpečnost proti vykolejení. Kolejové vozidla mají obvykle těžiště dostatečně vysoko, takže vlivem odstředivé síly roste Q rychleji, než Y. Zároveň se snižuje úhel náběhu, protože podvozek je odstředivou silou tlačen do tětivové polohy. Bohužel vyšší poloha těžiště má naopak neblahý vliv na odolnost proti převrácení vozidla.

### Koeficient tření
S klesajícím koeficientem tření vzrůstá bezpečnost proti vykolejení dvojím způsobem – zmenšuje se třecí síla T, takže okolek tak snadno nevyšplhá na hlavu kolejnice (viz vzorec (7)), a třecí síly mezi koly a kolejnicí a tudíž i řídící síla, která je na nich lineárně závislá, se snižují. Na koeficient tření mají vliv i povětrnostní podmínky – zejména za mrazů, kdy je vzduch velmi suchý, roste koeficient tření, což se projevuje mimo jiné i zvuky emitovanými vzájemnými skluzy kol a kolejnic – velmi zřetelný je tento projev u tramvají.

### Úhel okolku
Vyšší úhel okolku má příznivý vliv na bezpečnost proti vykolejení, jak je patrné z obrázku i vzorce (7). Přechod od dříve používaného úhlu 60° u profilu ČSD na 70° u nových profilů vedl ke zvýšení bezpečnosti proti vykolejení